# Radio Alice
Radio Alice war einer von rund 150 Sendern in Italien, die sich als freie demokratische und nicht kommerzielle Radios verstanden und in der Vereinigung demokratischer Sender (FRED) organisiert waren. Der Sender verstand sich als Medium der autonomen Bewegung in Bologna. Nach Planungen, die bereits 1974 begannen, wurde der Sendebetrieb am 9. Februar 1976 aufgenommen. 
Mit der Aufhebung des Staatsmonopols entstanden in Italien eine große Zahl unabhängiger Sender, oft mit politischem Selbstverständnis. Technik und Redaktion von Alice wurde von einem Kollektiv von 40 bis 50 Leuten gemacht, keiner wurde für seine Arbeit bezahlt. Es wurde von 7:00 morgens bis Mitternacht gesendet. Das Programm entstand oft spontan, wenige Beiträge wurden vorfabriziert. Fest geplant und organisiert war nur eine Nachrichtensendung von 45 Minuten Dauer um 1 Uhr Mittag. Es gab keine festen Sprecher, keine Ressorts, Werbung nur für Verlage. Unterschiedlichste autonome Redaktionen bildeten sich, sendeten einige Monate lang, beispielsweise zweimal wöchentlich, und verschwanden nach einigen Monaten wieder: Schüler-, Studenten-, Arbeitergruppen, Feministinnen. Neben kommerzieller Musik wurden selbst produzierte Sessions gesendet.
Alice sendete, bis es vom kommunistischen Bürgermeister Bolognas wegen „Aufruf zur Gewalt“ und „Rädelsführerschaft“ am 12. März 1977 geschlossen wurde. Viele Mitarbeiter wurden verhaftet. An diesem Tag war in Bologna der Student Francesco Lorusso, der bei der operaistischen Organisation Lotta Continua organisiert war, von einem Carabiniere getötet worden. Alice verbreitete die Nachricht sofort, und nach drei Stunden gab es eine Demonstration von mehreren tausend Leuten.